# Überstromschutzeinrichtung
Die Überstromschutzeinrichtung, auch als elektrische Sicherung oder OCP (=Over Current Protection) bezeichnet, unterbricht einen elektrischen Stromkreis, wenn der elektrische Strom eine festgelegte Stromstärke über eine vorgegebene Zeit hinaus überschreitet. Es gibt verschiedene Ausführungen von Überstromschutzeinrichtungen wie die Schmelzsicherung oder den Leitungsschutzschalter. Alle elektrischen Sicherungen eines Hauses oder einer Wohnung werden üblicherweise zusammen mit sonstigen Schutzschaltern in einem Verteilerkasten bzw. Sicherungskasten untergebracht.
Überstromeinrichtungen bewahren Leitungen oder andere Betriebsmittel vor Beschädigung durch zu starke Erwärmung, die aus dem über einen längeren Zeitraum fließenden Überstrom resultieren würde. Ein Überstrom kann durch eine Überlastung oder einen Kurzschluss verursacht werden. Ein Überstromschutz ist in den meisten Ländern gemäß Bauvorschriften und Normen für Elektroinstallationen obligatorisch. 
Die Reaktionszeit einer Überstromschutzeinrichtung bei unterschiedlichen Stromstärken wird als Auslösecharakteristik bezeichnet und in Zeit-Strom-Kennlinien dargestellt. Es gibt Überstromschutzeinrichtungen, welche aus Sicherheitsgründen nach der Auslösung zeitlich unbeschränkt im unterbrochenen Zustand verbleiben und erst durch manuelle Betätigung oder durch den Austausch der Schutzeinrichtung, wie bei der Schmelzsicherung durch Tausch der Sicherungspatrone, in den funktionsfähigen Zustand versetzt werden. Daneben gibt es auch die Automatische Wiedereinschaltung, welche in industriellen Anlagen, bei Energienetzen und anderen stärker automatisierten Bereichen eingesetzt wird. Diese wird nach bestimmten Kriterien wie Ausschaltzeit oder Anzahl der Wiederholungen eingeteilt.

## Bauarten

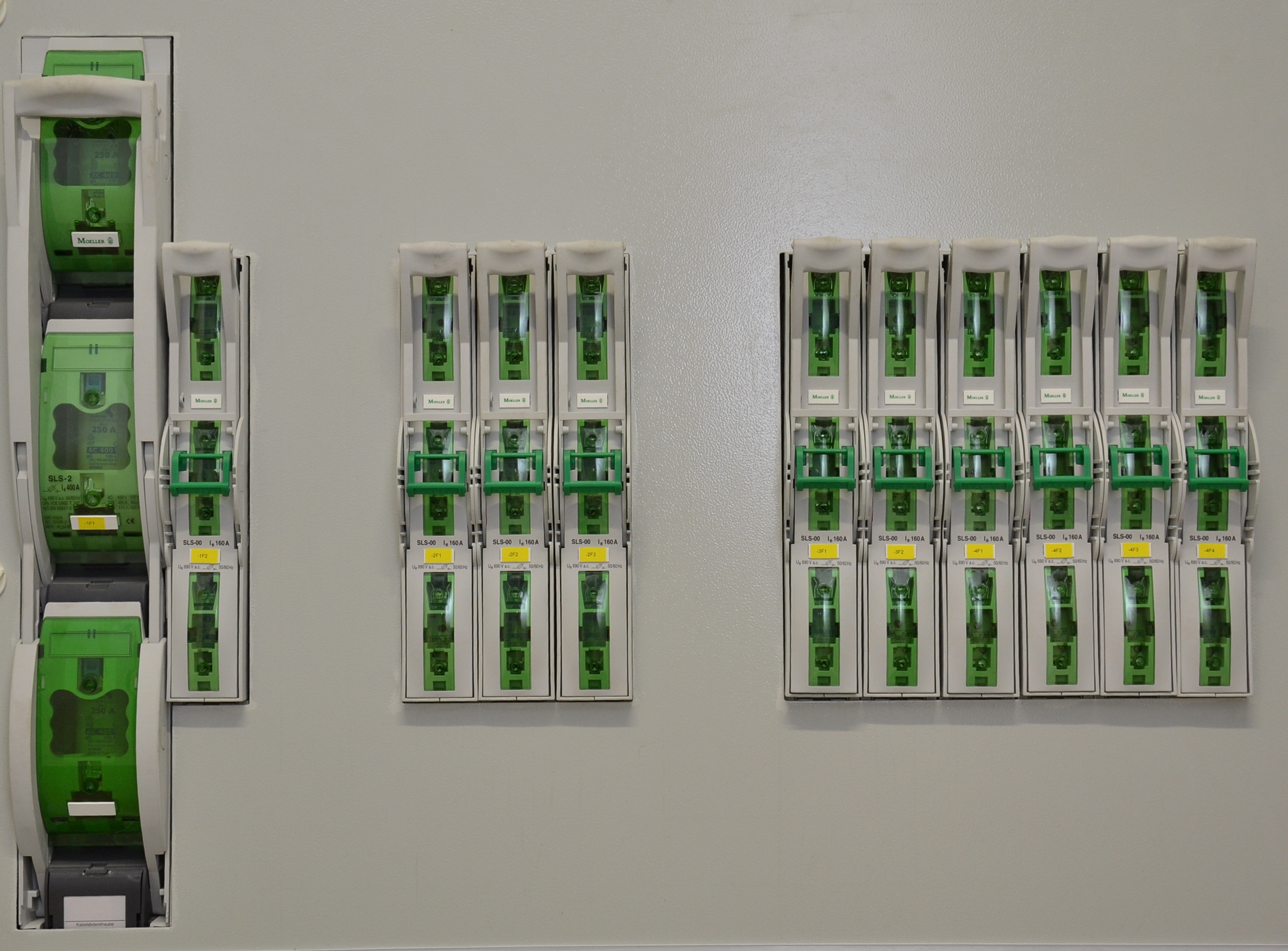
Überstromeinrichtungen ausgeführt als NH-Sicherungen eingebaut in NH-Sicherungslasttrenner im Bereich einer Hauptverteilung

Die verschiedenen Bauarten von Überstromschutzeinrichtungen ergeben sich aus dem Einsatzzweck. Dazu gehören:
- Schmelzsicherung, mit Auslöseströmen von einigen zehn mA bis zu einigen kA, beispielsweise als Geräteschutzsicherung und in Niederspannungsnetzen.
- Elektronische Sicherung, meist Teil von elektronischen Schaltungen, beispielsweise in Stromversorgungen wie Schaltnetzteilen integriert. In manchen Fällen ist eine Funktion zur automatischen Wiedereinschaltung vorhanden.
- Selbstrückstellende Sicherung, typischerweise ein sogenannter Kaltleiter, eine Form von lastabhängigem Widerstand
- Leitungsschutzschalter, eine elektromechanische Überstromeinrichtung, insbesondere im Niederspannungsbereich.

Daneben gibt es noch spezielle Anwendungen:
- Motorschutzschalter bei Motorsteuerungen.
- Motorschutzrelais hier wird nur die thermische Auslösung benutzt
- Leistungsschalter in Kombination mit dem Netzschutz in Hochspannungsnetzen.
- Hauptschalter der Motoren bei elektrischen Bahnen.

## Bemessen und Schutz von Leitungen und Kabeln
Die Strombelastbarkeit Ir einer Leitung wird hauptsächlich durch den Leiterquerschnitt und die Verlegeart bestimmt. Sie ändert sich jedoch bei Häufungen und wenn die in DIN VDE 0298 festgelegte Umgebungstemperatur von 30 °C über- oder unterschritten wird.
Eine Umgebungstemperatur von z. B. 25 °C ergibt für PVC-isolierte Leitungen eine Strombelastbarkeit
{\displaystyle I_{\mathrm {Z} }=1{,}06\cdot I_{\mathrm {r} }}

## Auswahl der Überstromschutzeinrichtung
Um ein Auslösen der Überstromschutzeinrichtung bei fehlerfreier Anlage zu vermeiden, muss der Nennstrom der Schutzeinrichtung mindestens gleich groß oder größer sein als der Betriebsstrom {\displaystyle I_{\mathrm {B} }} des Verbrauchers.